# María de la Concepción de Pinedo González de Quijano
María de la Concepción de Pinedo González de Quijano (Madrid, 1754 - 7 de enero de 1802), III marquesa de Tolosa, fue una relevante traductora de la Ilustración española.

## Biografía
Fue hija de Micaela González de Quijano Bizarrón y de Ventura Antonio Pinedo Velasco. Se bautizó el 29 de octubre de 1754 y fue nombrada señora de honor de la reina María Luisa de Parma el 8 de diciembre de 1789.
Se casó con su primo hermano Miguel Antonio Fernández Durán de Pinedo, con el que tuvo varios hijos: Miguel María (1774-1777), Miguel Manuel Mariano (1777-1778), Antonio de Padua, nacido en Aranjuez el 28 de abril de 1781, y heredero del marquesado de Tolosa, el de Perales de Río y el condado de Villanueva de Perales de Milla, y María de la Concepción.
Llevó a cabo a lo largo de su vida una gran actividad de estudio y formación personal. Mantuvo una preocupación especial por títulos de Teología y Pedagogía. En su tiempo fue considerada una persona realmente erudita, por eso le fue concedido un permiso especial en 1782 para su uso personal de la Biblia en lengua francesa por el obispo de Salamanca e Inquisidor General, Felipe Bertrán Casanova, ilustrado, humanista y académico. Llegó a relacionarse con los círculos intelectuales más selectos del país, de esta manera, podemos mencionar su vinculación con personajes de relevancia en el ámbito nacional, tales como el secretario de Estado Manuel Godoy o Manuel Abad y Lasierra, arzobispo de Selimbria e Inquisidor General.
En la última década del siglo XVIII tradujo del francés y solicitó al Consejo de Castilla licencia de impresión de las obras traducidas La muerte de los justos o colección de las últimas acciones y palabras de algunas personas ilustres en santidad de la antigua y nueva ley, para servir de modelo a los que quieran aprender a morir bien de Jacques Philippe Lallemant y de la obra titulada Tratado de educación para la nobleza. Con ello manifestaba su voluntad social pedagógica, como parte de su visión sobre la Ilustración.